# Etsuko Ichihara
Etsuko Ichihara (市原悦子 Ichihara Etsuko?, n. 24 ianuarie 1936, Chiba, Japonia – d. 12 ianuarie 2019, Tōkyō, Japonia) a fost o actriță de film japoneză.

## Biografie
Etsuko Ichihara și-a început cariera de actriță în 1957 în cadrul trupei teatrale Haiyūza (劇団俳優座 Gekidan Haiyūza?) din Tokyo și a debutat în filmul Rikō na oyomesan.
După ce a câștigat un premiu pentru debut la Festivalul Geijutsusai din 1959 pentru interpretarea rolului Chidori, a devenit o vedetă a trupei Haiyuza, pe care a părăsit-o în 1971. Etsuko Ichihara a apărut în numeroase filme și seriale de televiziune și este cunoscută, de asemenea, ca naratoare a seriei anime de lungă durată Manga Nihon mukashi banashi.
În 1990 ea a câștigat premiul Academiei Japoneze de Film pentru cea mai bună actriță într-un rol secundar pentru interpretarea ei din filmul Ploaia neagră al lui Shōhei Imamura.
Ea a murit la 12 ianuarie 2019 de insuficiență cardiacă într-un spital din Tokyo.

## Filmografie selectivă

### Actriță
- 1957: Pays de neige (雪国 Yukiguni?), regizat de Shirō Toyoda - o gheișă
- 1957: Le Calme du soir (夕凪 Yūnagi?), regizat de Shirō Toyoda
- 1957: Onna goroshi abura jigoku (女殺し油地獄?), regizat de Hiromichi Horikawa - servitoarea Oume
- 1958: L'Auberge de la gare (喜劇 駅前旅館 Kigeki ekimae ryokan?), regizat de Shirō Toyoda
- 1959: Méthode d'élevage des hommes (男性飼育法 Dansei shiikuhō?), regizat de Shirō Toyoda - Shizu
- 1959: Chambre à louer (貸間あり Kashima ari?), regizat de Yūzō Kawashima - Noriko Takayama
- 1959: Pèlerinage nocturne (暗夜行路 An'ya kōro?), regizat de Shirō Toyoda - Oyoshi
- 1960: L'Antiquaire (珍品堂主人 Chinpindō shujin?), regizat de Shirō Toyoda - Akiko
- 1960: Courant du soir (夜の流れ Yoru no nagare?), regizat de Mikio Naruse și Yūzō Kawashima - Beniko, o gheișă
- 1961: Wakarete ikiru toki mo (別れて生きるときも?), regizat de Hiromichi Horikawa
- 1962: Ao beka monogatari (青べか物語?), regizat de Yūzō Kawashima - Asako
- 1962: Burari burabura monogatari (ぶらりぶらぶら物語?), regizat de Zenzō Matsuyama
- 1964: Peut-on vivre ainsi ? (われ一粒の麦なれど Ware hitotsubu no mugi naredo?), regizat de Zenzō Matsuyama
- 1964: Sueur douce (甘い汗 Amai ase?), regizat de Shirō Toyoda - Sawako
- 1965: Les Contes du voleur japonais (にっぽん泥棒物語 Nippon dorobō monogatari?), regizat de Satsuo Yamamoto
- 1965: Kiri no hata (霧の旗?), regizat de Yōji Yamada - Nobuko
- 1966: Ichiman sanzennin no yōgisha (一万三千人の容疑者?), regizat de Hideo Sekigawa
- 1966: Il est respectable de respecter (喜劇 仰げば尊し Kigeki: Aogeba tōtoshi?), regizat de Minoru Shibuya - Kayo Komatsubara
- 1967: Ultimul samurai (上位討ち 拝領妻始末 Jōi uchi hairyō tsuma shimatsu?), regizat de Masaki Kobayashi - Kiku[8]
- 1968: Le Plan déchiqueté (燃えつきた地図 Moetsukita chizu?), regizat de Hiroshi Teshigahara
- 1968: Wasureru monoka (忘れるものか?), regizat de Akinori Matsuo - Rumi
- 1969: Furin kazan (風林火山 Furin kazan?), regizat de Hiroshi Inagaki
- 1970: Fuji sanchō (富士山頂?), regizat de Tetsutarō Murano - Shigeko
- 1971: Kuro no shamen (黒の斜面?), regizat de Masahisa Sadanaga
- 1972: Et tous ces camarades sans voix (あゝ声なき友 Aa koe naki tomo?), regizat de Tadashi Imai - Yoshino
- 1972: Kogarashi Monjirō: Kakawari gozansen (木枯し紋次郎 関わりござんせん?), regizat de Sadao Nakajima
- 1975: Isho shiroi shojo (遺書 白い少女?), regizat de Noboru Nakamura
- 1976: Le Meurtrier de la jeunesse (青春の殺人者 Seishun no satsujinsha?), regizat de Kazuhiko Hasegawa - mama lui Jun
- 1977: Yakuza sensō: Nihon no don (やくざ戦争 日本の首領?), regizat de Sadao Nakajima - Kiyo Tatsumi
- 1977: Yatsuhaka-mura (八つ墓村?), regizat de Yoshitarō Nomura - Kotake Tajimi
- 1981: Le Bonheur (幸福 Kōfuku?), regizat de Kon Ichikawa
- 1989: Ploaia neagră (黒い雨 Kuroi ame?), regizat de Shōhei Imamura - Shigeko Shizuma
- 1990: Ningen no sabaku (人間の砂漠?), regizat de Kōichi Saitō
- 1992: Ippai no kakesoba (一杯のかけそば?), regizat de Katsumi Nishikawa
- 1997: L'Anguille (うなぎ Unagi?), regizat de Shōhei Imamura - Fumie Hattori
- 2003: Warabi no kō (蕨野行?), regizat de Hideo Onchi - Ren
- 2006: Baruto no Gakuen (バルトの楽園?), regizat de Masanobu Deme - Sue
- 2015: Les Délices de Tokyo (あん An?), regizat de Naomi Kawase - Yoshiko

### Seiyu (dublură de voce)
- 1967: Saibōgu 009: Kaijū sensō (サイボーグ００９ 怪獣戦争?), regizat de Yūgo Serikawa - vocea Helenei
- 1968: Horus, prince du Soleil (太陽の王子 ホルスの大冒険 Taiyō no ōji : Horus no daibōken?), regizat de Isao Takahata - vocea Hildei
- 1970: Chibikko Remi to meiken Capi (ちびっ子レミと名犬カピ?), regizat de Yūgo Serikawa - vocea lui Bilblanc
- 2016: Your Name. (君の名は。 Kimi no na wa.?), regizat de Makoto Shinkai - vocea lui Hitoha Miyamizu

## Premii și distincții
- 1974: Premiul Kinokuniya
- 1990: Premiul Academiei Japoneze de Film pentru cea mai bună actriță în rol secundar pentru interpretarea ei în Ploaia neagră[6]
- 1998: Nominalizată la premiul Academiei Japoneze de Film pentru cea mai bună actriță în rol secundar pentru interpretarea ei în L’Anguille

## Legături externe
- Etsuko Ichihara la Internet Movie Database
- Etsuko Ichihara pe Japanese Movie Database